# 2020年PGA錦標賽
2020年PGA錦標賽是PGA錦標賽的第102屆，也是2020年高爾夫四大賽中的第一個賽事。它於8月6日至9日在加利福尼亞州舊金山的TPC哈丁公園舉行，原定於5月14日-17日舉行。由于COVID-19大流行，这是一年多来的第一次大型比赛，没有观众到场。这是第一次在哈定公园举行的大型赛事，这里曾在2005年和2015年举办过世界高尔夫球锦标赛，还有2009年总统杯。
科林·莫利卡瓦赢得了他的PGA冠军处子秀，也是第二次主要的亮相，以两杆领先第二名保羅·凱西和達斯汀·約翰遜。布洛克斯·科普卡以兩次衛冕冠軍的身份參加比賽。 如果他獲勝，他將成為繼老虎伍茲之後連續第二次贏得三連冠的第二個球員，並且是比桿賽時代中的第一個。
這是22年來在西部的第一場PGA錦標賽，也是四分之一世紀以來在加利福尼亞的第一場PGA錦標賽。

## 舉辦地點
这是第一次在哈定公园举行的大型锦标赛。这也是自1998年以来在华盛顿州西雅图附近的薩哈麗鄉村俱樂部举行的美國西部第一届PGA锦标赛，以及自1995年以来在加利福尼亞州洛杉矶的里維埃拉鄉村俱樂部举行的第一届PGA锦标赛。
哈定公园曾举办过2015年世界高尔夫锦标赛，罗里·麦克罗伊夺冠，2009年美国总统杯夺冠;2005年世界高尔夫锦标赛，老虎·伍兹夺冠。
在COVID-19大流行之前，预计每天将有多达4万名观众参加。

### 賽程安排
| 洞     | 码     | 标准杆 |      | 洞    | 码    | 标准杆 |
| ------ | ------ | ------ | ---- | ----- | ----- | ------ |
| 1      | 393    | 4      |      | 10    | 562   | 5      |
| 2      | 466    | 4      | 11   | 200   | 3     |        |
| 3      | 185    | 3      | 12   | 494   | 4     |        |
| 4      | 607    | 5      | 13   | 472   | 4     |        |
| 5      | 436    | 4      | 14   | 470   | 4     |        |
| 6      | 472    | 4      | 15   | 401   | 4     |        |
| 7      | 340    | 4      | 16   | 336   | 4     |        |
| 8      | 251    | 3      | 17   | 171   | 3     |        |
| 9      | 515    | 4      | 18   | 463   | 4     |        |
| 前     | 3,665  | 35     | 后   | 3,569 | 35    |        |
| 来源： | 来源： | 总计   | 总计 | 总计  | 7,234 | 70     |